# Polnischer Filmpreis/Publikumspreis
Polnischer Filmpreis: Publikumspreis (Nagroda publiczności)
Der Publikumspreis wurde erstmals bei der vierten Verleihung des Polnischen Filmpreises im Jahr 2002 vergeben.
Zur Abstimmung kommen die Filme, die als Bester Film zur Auswahl stehen. Die Auszeichnung geht an die Regisseure und Produzenten.

## Preisträger
- 2002: Tereska (Cześć Tereska) – Regie: Robert Gliński; Produktion: Filip Chodzewicz, Sławomir Rogowski
- 2003: Edi – Regie: Piotr Trzaskalski; Produktion: Piotr Dzięcioł, Krzysztof Ptak
- 2004: Zmruż oczy – Regie: Andrzej Jakimowski; Produktion: Andrzej Jakimowski
- 2005: Eine Hochzeit und andere Kuriositäten (Wesele) – Regie: Wojciech Smarzowski; Produktion: Anna Iwaszkiewicz, Dariusz Pietrykowski, Bartłomiej Topa
- 2006: Der Gerichtsvollzieher (Komornik) – Regie: Feliks Falk; Produktion: Janusz Morgenstern
- 2007: Jasminum – Regie: Jan Jakub Kolski; Produktion: Michał Szczerbic
- 2008: Kleine Tricks (Sztuczki) – Regie: Andrzej Jakimowski; Produktion: Andrzej Jakimowski
- 2009: 33 Szenen aus dem Leben (33 sceny z życia) – Regie: Małgorzata Szumowska; Produktion: Raimond Goebel, Karl Baumgartner
- 2010: Dom zły – Regie: Wojciech Smarzowski; Produktion: Dariusz Pietrykowski, Andrzej Połeć, Anna Iwaszkiewicz
- 2011: Alles, was ich liebe (Wszystko, co kocham) – Regie: Jacek Borcuch; Produktion: Renata Czarnkowska-Listos, Jan Dworak
- 2012: Róża – Regie: Wojciech Smarzowski; Produktion: Włodzimierz Niderhaus
- 2013: Jesteś Bogiem – Regie: Leszek Dawid; Produktion: Jerzy Kapuściński
- 2014: In meinem Kopf ein Universum (Chce się żyć) – Regie: Maciej Pieprzyca; Produktion: Wiesław Łysakowski
- 2015: Bogowie – Regie: Łukasz Palkowski; Produktion: Piotr Woźniak-Starak
- 2016: Moje córki krowy – Regie: Kinga Dębska; Produktion: Zbigniew Domagalski, Włodzimierz Niderhaus, Anna Wojdat
- 2017: Sommer 1943 – Das Ende der Unschuld (Wołyń) – Regie: Wojciech Smarzowski; Produktion: Dariusz Pietrykowski, Andrzej Połeć
- 2018: Cicha noc – Regie: Piotr Domalewski; Produktion: Jacek Bromski, Jerzy Kapuściński, Ewa Jastrzębska
- 2019: Kler – Regie: Wojciech Smarzowski; Produktion: Jacek Rzehak
- 2020: Corpus Christi (Boże Ciało) – Regie: Jan Komasa; Produktion: Leszek Bodzak, Aneta Cebula-Hickinbotham
- 2021: The Hater (Sala samobójców. Hejter) – Regie: Jan Komasa; Produktion: Jerzy Kapuściński, Wojciech Kabarowski